# Zlati dinar
Zlati dinar (arabsko كَأَضَِ, ﷺ) je islamski srednjeveški zlatnik, ki ga je prvi izdal kalif Abd al-Malik ibn Marvan leta 77 po islamskem koledarju (696–697 n. št.). Zlatnik je tehtal 1 mitkal, se pravi 4,25 grama ali 0,137 trojske unče. 
Beseda dinar izhaja iz latinske besede denarius, ki je bil srebrnik. Ime dinar se uporablja tudi za sasanidske, kušanske in kidaritske zlate kovance, čeprav ni znano, kako so se takrat imenovali. 
Prve dinarje je izdal Omajadski kalifat. Pod dinastijami, ki so sledile, se je uporaba dinarja razširila iz islamske Španije v Srednjo Azijo. 

## Ozadje
V Bizantinskem cesarstvu je obstajal pravni akt (dictum, dobesedno nekaj, kar je bilo povedano),  da se bizantinski solidus ne sme uporabljati zunaj Bizantinskega cesarstva. Nekaj tega denarja je preko mednarodne trgovine kljub temu prišlo v obtok tudi zunaj cesarstva. Ker so cesarske kovnice potem denar prenehale kovati, se je tisti v obtoku hitro obrabil. Proti koncu 7. stoletja n. št. so začele izven Bizantinskega cesarstva v krožiti arabske kopije solidov, ki jih je koval omajadski kalif Abd al-Malik ibn Marvan (vl. 685–705), ki je imel dostop do zlata iz Nubije. Marvanovi kovanci so tehtali le 20 karatov (4,0 g) in ne 24 karatov  nedavno kovanega solida, vendar so se ujemali z obrabljenimi solidi, ki so takrat krožili na teh območjih. Nekaj časa sta tam istočasno krožila oba kovanca.

## Prvi datirani kovanci
Prvi datirani kovanci, ki se lahko pripišejo muslimanom, so kopije srebrnih dirhamov sasanidskega vladarja Jazdegerda III., kovanih v obdobju Utmanovega kalifata. Ti kovanci se od izvirnih razlikujejo po tem, da je na sprednjih robovih arabski napis, ki se običajno glasi "v imenu Alaha". Naslednja serija kovancev se je zgledovala po drahmah Kozrava II.,  čigar kovanci so verjetno predstavljali znaten delež valute v obtoku.  

## Prvi zlati dinarji
Zlatniki so imeli sprva standardno maso 4,4 g. Na sprednji strani je bila upodobljena ena ali več stoječih oseb, na hrbtni strani pa je bila legenda v arabskem jeziku. Datiranje kovancev, imenovanih dinar, se je začelo leta 680 (74 po islamskem koledarju). S številkami zapisane datume so leta 683, razen v severni Afriki in Španiji, nadomestile popolnoma epigrafske risbe,  zelo podobne risbam na srebrnikih. Legenda na hrbtni strani je bila krajša in brez obročev ali notranjih krogov. Takšni dinarji so se brez opaznih sprememb kovali v celotnem obdobju Omajadov. Standardna masa 4,25 g je bila skrbno nadzorovana. Dokaz o natančnem nadzoru nad novimi dinarji so steklene uteži, najdene predvsem v Egiptu. Na kovancih je bilo običajno ime guvernerja, včasih tudi datum, na vseh pa je bil odtisnjena vrednost kovanca.
Zgodnji zlati dinarji, ki so posnemali bizantinske in sasanidske kovance tistega časa, so postopoma dobivali edinstven islamski videz. Dva zgodnja primerka, kovana približno leta 692 in 694 n. š., sta podobne oblike in zelo podobna bizantinskim kovancem iz istega obdobja. Leta 692 je bila na sprednjo stran  dodana šahada (izpoved vere), ki je bila leta 694 prenesena na hrbtno stran. V letih 696-697 so bile s kovancev skoraj popolnoma odstranjene človeške podobe, ki so jih nadomestili napisi.
Zlatniki iz Severne Afrike so bili sprva kopije kovancev Heraklija in njegovega sina z manjšimi popravki. Kovani so bili tudi zlatniki za pol in tretjino dinarja, oboji v skladu z novim  standardom za dinar. Kasnejši so bili datirani, po letu 713 pa so se na njih začeli pojavljati arabski izreki. Na hrbtni strani se je pojavil nov osrednji napis "V imenu Boga, usmiljenega, sočutnega", enak tistemu v Al Andaluzu. Kovanci za polovico in tretjino dinarja se večinoma niso kovali, če že, pa so se kovali verjetno v Andaluziji.

## Sodobna raba
Zlati dinar ni več uradna valuta, vendar se še vedno kuje kot spominski zlatnik po starih zgledih. 

## Vir
- Porteous, John (1969). »The Imperial Foundations«. Coins in History: A Survey of Coinage from the Reform of Diocletian to the Latin Monetary Union. Weidenfeld and Nicolson. str. 14–33. ISBN 0-297-17854-7.